# Station Chamonix-Mont-Blanc
Station Chamonix - Mont-Blanc is een spoorwegstation in de Franse gemeente Chamonix-Mont-Blanc. Het station ligt aan de spoorlijn Saint-Gervais-les-Bains-Le Fayet - Vallorcine.